# Nampula
Nampula je grad u Mozambiku, glavni grad istoimene pokrajine. Gospodarsko je i prometno središte sjevernog dijela države. Znameniti Mozambički otok (Ilha de Moçambique), koji je od 1982. godine na UNESCO-ovom popisu Svjetske baštine u Africi, udaljen je 150 km u smjeru istoka.
Portugalske kolonijalne vlasti su 1967. preselile sjedište vojne uprave s Mozambičkog otoka u Nampulu. Simbol grada su dvije kule, popularno nazvane Gina Lollobrigida. Znamenita je katedrala Gospe od začeća (Nossa Senhora Da Conceição), a sačuvan je velik broj zgrada tipične portugalske kolonijalne arhitekture.
Nampula je trgovački centar regije u kojoj se pretežno uzgajaju pamuk, povrće, kukuruz i kikiriki. Nalazi se na željezničkoj pruzi Nacala-Lichinga. Grad koristi morsku luku Lumbo u Mozambičkom kanalu. Uz to što ima poznati medicinski fakultet, dom je i Mozambičkom državnom etnografskom muzeju, nekolicini tržnicâ, katedralâ i džamijâ. Zračna luka udaljena je oko 4 km od centra.
Grad je 2007. imao 471.717 stanovnika (treći po veličini u državi).

## Poznate osobe
- Abel Xavier, nogometaš
- Carlos Queiroz, nogometni trener

## Vanjske poveznice

### Ostali projekti
|  | Zajednički poslužitelj ima još gradiva o temi Nampula |